# 竹仁村
竹仁村（たけにむら）は、広島県豊田郡にあった村。現在の東広島市福富町上竹仁ならびに福富町下竹仁にあたる。

## 地理
- 河川：沼田川[1]
- 山岳：硫黄山[2]

## 歴史
- 1889年（明治22年）4月1日、町村制の施行により、豊田郡上竹仁村、下竹仁村が合併して村制施行し、竹仁村が発足[1][3]。
- 1955年（昭和30年）7月10日、豊田郡久芳村と合併し、町制施行し福富町を新設して廃止された[1][3]。

### 地名の由来
次の諸説あり。
1. 近世前「たかに」と称し、高い土地の意味の高丹が転訛したもの。
2. 小野篁の篁に尊称「仁」をつけて「たかに」と称した。

## 産業
- 農業

## 教育
- 1891年（明治24年）上竹仁簡易小学校が竹仁尋常小学校（のちの東広島市立竹仁小学校）となる[2]。1910年（明治43年）竹仁実業補習学校を併置[2]。
- 1947年（昭和22年）竹仁中学校開校[2]（統合して現東広島市立福富中学校）。